# Peaches
Меррилл Бет Нискер (англ. Merrill Beth Nisker), более известная как Peaches (Пичез) — музыкант и вокалист в стиле электроклэш, панк-рок, рок.

## Биография
До того, как стать музыкантом, Мерилл была неквалифицированной частной школьной учительницей и работала в библиотеке. В то время она писала собственные электронные биты, сама продюсировала свои записи.
Peaches делает минимал электро-панк с довольно откровенными, если не сказать — грубо сексуальными текстами
Peaches — это наиболее радикальное крыло электроклэш-волны: от гламура здесь не осталось ничего. Её собственная музыка сильно напоминает Pan Sonic, но в стиле панк. Канадская певица определённо знает как себя преподнести: Кристина Агилера любит её песни, Бритни Спирс приглашает к себе в соавторы, а Пинк даже удалось записать с ней совместный трек.
Одними из главных кумиров Peaches являются женщины-рокерши, которые регулярно «испытывают» общество и проверяют, что оно ещё способно воспринять, а что уже нет. Сама она старается быть такой же — независимой и самоуверенной как Патти Смит и Крисси Хайнд.
Успех дебютного альбома «The Teaches of Peaches» в буквальном смысле открыл перед певицей все пути. Её приглашали открывать концерты таких исполнителей, как Бьорк, Мерилина Мэнсона, Queens of the Stone Age, Nine Inch Nails и т. д., а Бритни Спирс предложила написать пару песен. «Я отказалась, — признается Peaches. — Что я могу написать такого, что бы она не испортила?». В альбоме «Fatherfucker» 2003 года одну из композиций — «Kick It» — певица исполнила вместе с Игги Попом.
Peaches, как и многие её коллеги по шоу-бизнесу (например, Пинк, Пол Маккартни, Моби), стала участницей организации PETA — People for the Ethical Treatment of Animals (Движение за этичное обращение с животными).
Её музыка часто связана с гендерной идентичностью личности и пародирует устои гендерного распределения. Её тексты и её живые выступления размывают различия между мужчиной и женщиной, например, обложка альбома «Fatherfucker» с бородой.

## Дискография

### Альбомы
- Fancypants Hoodlum (1995, выпущен под именем Merrill Nisker)
- The Teaches of Peaches (2000)
- Fatherfucker (2003)
- Impeach My Bush (2006) #168 US, #98 CAN
- I Feel Cream (2009)
- Rub (2015)

### Синглы / EP
- Lovertits (2000)
- Set It Off (2001) #36 UK
- Rock Show (2001)
- Kick It (feat. Iggy Pop) (2003) #39 UK
- Operate (2003)
- Shake Yer Dix (2003)
- Downtown (2006) #50 UK
- Boys Wanna Be Her (2006)